# Тёрнер, Барбара (баскетболистка)
Барбара Рене Тёрнер (англ. Barbara Renee Turner; также известна под турецким именем Бахар Озтюрк (тур. Bahar Öztürk); род. 8 июня 1984 года в Кливленде, Огайо, США) — американо-турецкая профессиональная баскетболистка, которая играла в женской национальной баскетбольной ассоциации. Она была выбрана на драфте ВНБА 2006 года в первом раунде под общим 11-м номером клубом «Сиэтл Шторм». Играет на позиции атакующего защитника и лёгкого форварда. В настоящее время выступает за турецкую команду «Хатай Беледиеси».

## Ранние годы
Барбара Тёрнер родилась 8 июня 1984 года в городе Кливленд (штат Огайо), училась там же в Восточной технической средней школе, в которой выступала за местную баскетбольную команду.